# Chaudefonds-sur-Layon
 Chaudefonds-sur-Layon  es una población y comuna francesa, en la región de Países del Loira, departamento de Maine y Loira, en el distrito de Angers y cantón de Chalonnes-sur-Loire.

## Demografía
| 834 | 791 | 764 | 817 | 827 | 791 |
| Para los censos de 1962 a 1999 la población legal corresponde a la población sin duplicidades (Fuente: INSEE [Consultar]) |     |     |     |     |     |